# Station Botkuny
Station Botkuny was een spoorwegstation in de Poolse plaats Botkuny. In 1993 is het treinverkeer gestaakt.